# Epibionte

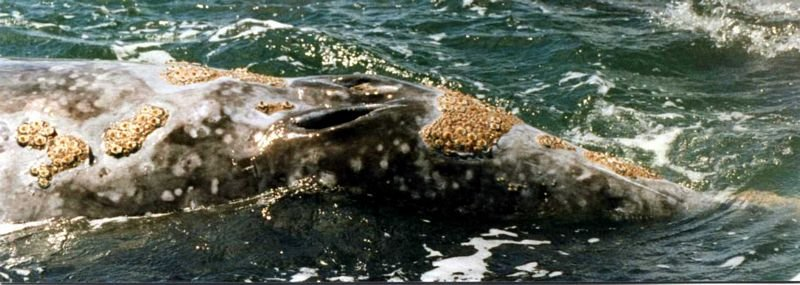
Balanos epibiontes sobre una ballena gris, colonizando zonas próximas a los espiráculos.

Un epibionte (del griego 'que vive encima') es un organismo sésil que vive encima de otro ser vivo. Un epibionte debe ser, por definición, inofensivo para su anfitrión, por lo que la relación entre los dos organismos puede ser considerada entonces comensalismo; de otra forma sería parasitismo, en cuyo caso un organismo se beneficia del otro, o mutualismo, en la que ambos organismos obtienen algún beneficio de su cohabitación. Ejemplos de epibiontes comunes son balanos, rémoras y algas, muchos de los cuales viven en las superficies de organismos marinos más grandes, como ballenas, tiburones y tortugas marinas o plantas litorales como los mangles. Al anfitrión del epibionte se le denomina basibionte ('que vive debajo') y al tipo de relación epibiosis.

## Tipos
- Epifitas, son plantas que crecen sobre la superficie de otras plantas.
- Epizoicos, son organismos que viven sobre un animal sin beneficiarle ni perjudicarle.[4] Ejemplos: musgos, algas y hongos que crecen sobre los escarabajos curculiónidos Gymnopholus, o los briozoos, que viven sobre otros animales.